# Tamghas
Tamghas é uma cidade do Nepal.